# کن ایواو
کن ایواو (انگلیسی: Ken Iwao؛ زادهٔ ۱۸ آوریل ۱۹۸۸) بازیکن فوتبال اهل ژاپن است.